# Schleppbahnbrücke Oberlangenhorstbeeke

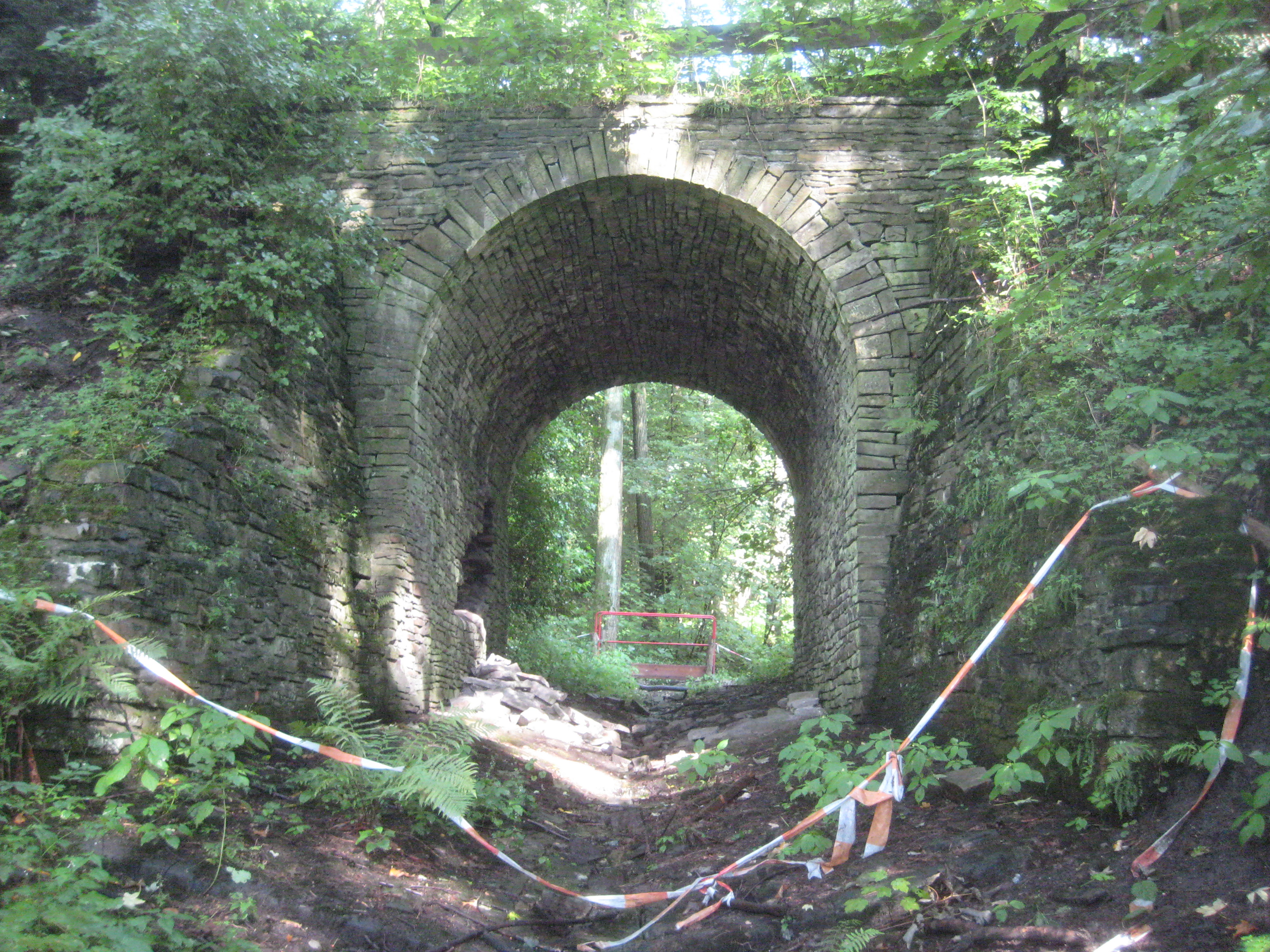
Die Schleppbahnbrücke 2009 von Westen mit den Schäden, die als Begründung für den Abbruch genannt wurden

 Die Schleppbahnbrücke Oberlangenhorstbeeke  ist eine einbogige Bruchsteinbrücke einer alten Pferdeschleppbahn in Velbert und dort als Baudenkmal eingetragen.

## Lage und Beschreibung
Im Langenhorster Wald, einem größeren Forst- und Naherholungsgebiet nördlich der Stadt Velbert im Kreis Mettmann befindet sich ein Wanderweg im Verlauf einer ehemaligen, 1857 angelegten Pferdeschleppbahn. Für eine Eisenbahntrasse typisch überwindet der beliebte Wanderweg topographische Hindernisse durch gleichmäßige Steigung, sanfte Kurven, Einschnitte, Dammschüttungen, und im Bereich der Langenhorstbeeke, einem kleinen Zulauf des Rosentalbachs, mittels einer Brücke.
Das Bauwerk ist eine einbogige Brücke aus behauenem Ruhrsandstein, vermörtelt mit Kalkmörtel. Die Höhe beträgt ca. 6 Meter, die Weite des Durchlasses ca. 3 Meter. An beiden Seiten sind jeweils zwei Flügelwände aus Bruchstein angefügt. Die Bachsohle ist unter der Brücke als steinerne Rinne ausgebildet.

## Geschichte

### Der Velberter Bergbau
Anlass für den Bau der kleinen Brücke war die Ausbeutung der Erzgruben in Heiligenhaus und Velbert. Die Geschichte des Bergbaus auf dem Velberter Höhenrücken reicht bis ins Mittelalter zurück. Kohle führende Schichten, die noch südlich der Ruhr bis an die Oberfläche treten, sind hier nicht vorhanden. Vielmehr war der Bergbau (untertage) auf die Gewinnung von Eisenerzen, Bleiglanz und Zinkblende ausgerichtet. Die erste Urkunde berichtet im Jahr 1301 von einer ergiebigen Blei- und Silbermine in der Honschaft Rützkausen, welcher durch das LVR-Amt für Bodendenkmalpflege im Rheinland archäologisch nachgewiesen werden konnte. Im Dreißigjährigen Krieg kam der Bergbau zum Erliegen und wurde Mitte des 17. Jahrhunderts zögerlich wieder aufgenommen.
Erst in den 1850er Jahren kam es wieder zu zahlreichen Schürfungen und Mutungen, so wurden 1854 allein 412 Schürfscheine ausgestellt. Wegen des geringen Kapitaleinsatzes der örtlichen Kaufleute wurden aber nur ein Bruchteil der Abbaurechte wahrgenommen.
Kapitalkräftige Kaufleute aus dem Kölner Raum oder aus Belgien, wie der Lütticher Kaufmann Gallus Anton Lamarche kauften im Velberter Raum Bergbaurechte auf  und begannen mit der Förderung.

### Gründung der Pferdeschleppbahn
Die Zechen der Gesellschaft Lamarche mit den Namen Clara, Wulff und Thalburg lagen weit verstreut nördlich von Heiligenhaus, Friedrich und Dietrich-Wilhelm nördlich von Velbert. Zu diesem Zeitpunkt war die einzige chausseemäßig ausgebaute Straße die 1811–15 angelegte Kohlenstraße Werden – Solingen. Die weit „zwischen Feldern und Büschen“ verstreuten Zechen wurden 1852/53 zunächst durch eine 7 km lange Pferdebahn von der Grube Wulff zur Zeche Dietrich-Wilhelm an die Landstraße angebunden, wo die Erze auf Pferdefuhrwerke umgeladen werden konnten.
Die Trassenführung erforderte die Anlage eines Tunnels mit einem Göpelschacht von 33° Steigung, welcher später von den Zechen Friedrich und Eisenberg in der Honschaft Krehwinkel genutzt wurde. 
Lamarche garantierte der Phönixhütte in Kupferdreh die Lieferung von täglich 70 t Eisenerz. Diese Transportmenge war nur mittels einer leistungsfähigen Verkehrsverbindung zu bewegen.

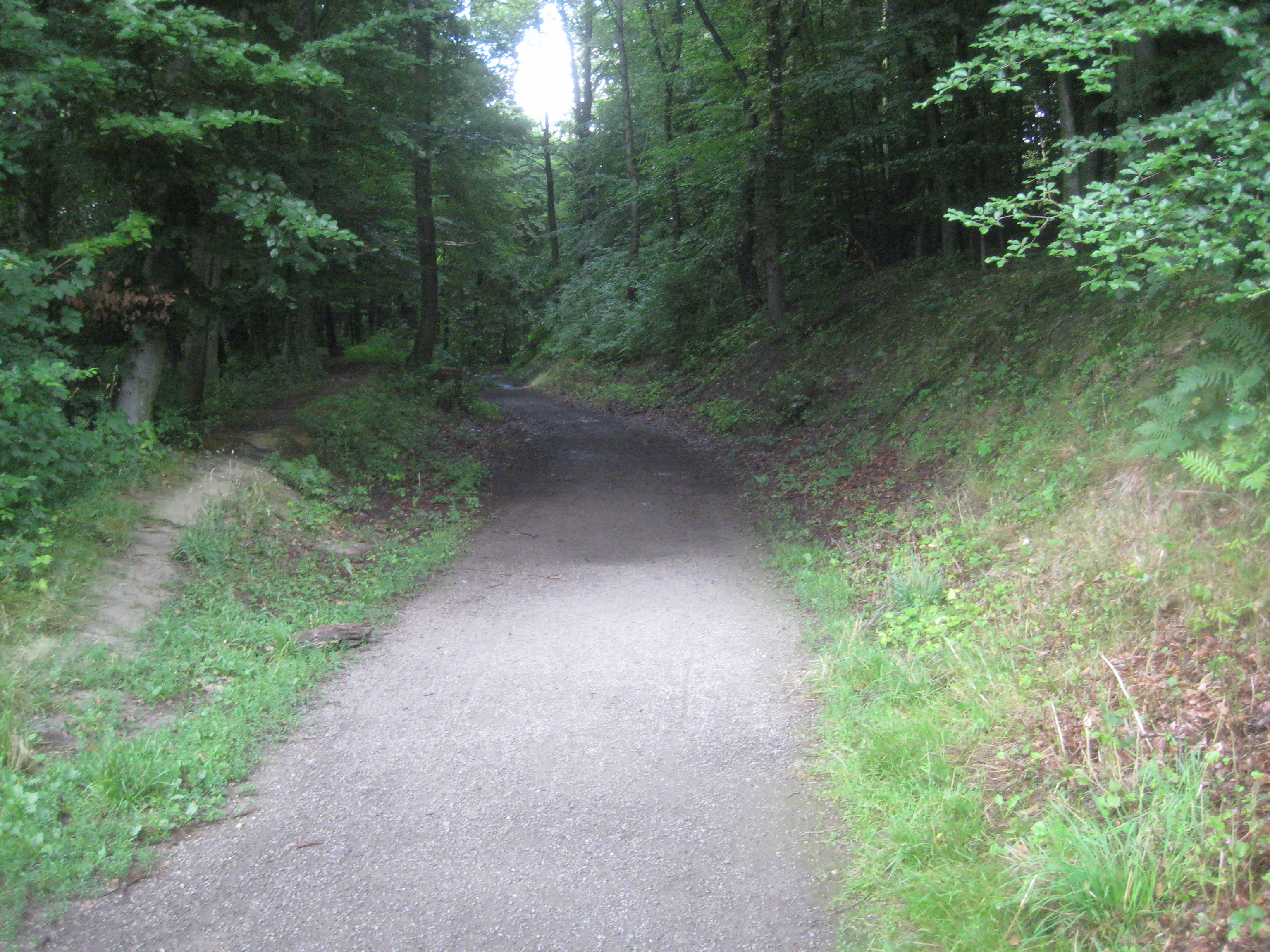
Die Trasse der Schleppbahn verläuft heute als Wanderweg im Langenhorster Wald

### Verlängerung der Schleppbahn bis zur Phönixhütte in Kupferdreh
Die Lamarche’schen Erzgruben wurden bereits 1855 an die neu aufgebaute Phönixhütte in Kupferdreh verpachtet. Wegen der Transporterschwernisse über die wenigen ausgebauten Straßen entschloss sich die Hütte, die Bahn um 15 km durch das Hespertal zu verlängern. Im Rahmen dieses Ausbaus entstand die Schleppbahnbrücke über die Oberlangenhorstbeeke. Die Jahrestransportleistung der Velberter Gruben lag 1865/66 bei 39.000 t. Eine Nebenstrecke erschloss die Kalksteinbrüche im Hefel aus der weiter ca. 45.000 t Rohkalk abtransportiert wurden. Zunehmend diente die Schleppbahn dann auch der Abfuhr der geförderten Kohle in den stetig wachsenden Zechen im unteren Hespertal.

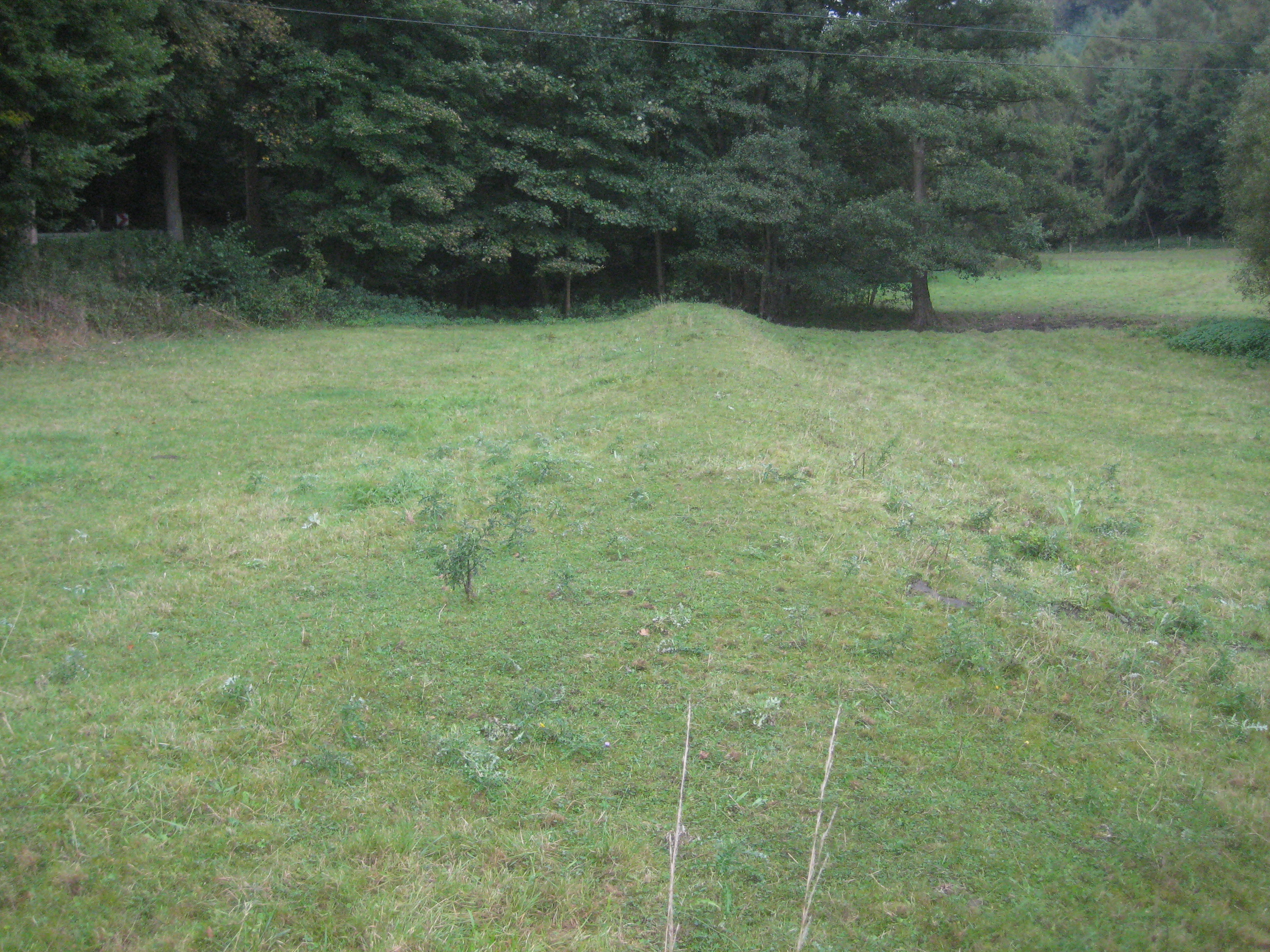
Im Hespertal erkennt man noch Teile der Trasse nahe der Bläufabrik.

### Stilllegung der Erzzechen nach Verfall der Rohstoffpreise
Nach dem Deutsch-Französischen Krieg 1870–71 verfielen die Rohstoffpreise für Metalle, da nun günstigere Abbaugebiete in Lothringen zur Verfügung standen. Der obere Teil der Pferdebahn mit der Schleppbahnbrücke wurde mitsamt den Erzzechen stillgelegt. Gleichwohl erfolgte der Ausbau des Streckennetzes im Hespertal zu den Kalksteinbrüchen der Gewerkschaft Stollberg.

### Umspurung, Dampfbetrieb und Öffentliche Eisenbahn
Während die untere Hespertalbahn, heute ein Museumsbahnbetrieb, wegen des stetig wachsenden Transportaufkommens 1877 auf Normalspur umgespurt wurde, was das Umladen der Güter im Bahnhof Kupferdreh ersparte, blieb der obere Teil weiterhin Schmalspurbahn mit 720 mm Spurweite.
Doch erfolgte auch hier 1880 die Aufnahme des Dampfbetriebs. Der mittels Schmalspurbahn aus den Brüchen im Hefel herangeschaffte Kalk wurde an der Kopfstation in Hesperbrück gebrannt, das fertige Produkt dort, gleichwohl Endpunkt der Schmalspurbahn wie auch der Regelspurstrecke, dann auf die Normalspurbahn verladen und versandt.
Schließlich wurde die Schmalspurbahn 1881 in eine öffentliche Bahn umgewandelt, mit Personen- und Güterverkehr nach Fahrplan.
Die Stilllegung erfolgte 1916 plötzlich und kriegsbedingt. Rollmaterial und Gleise wurden demontiert und zu militärischen Zwecken weiter verwendet.

## Verfall der Schleppbahnbrücke und Denkmalschutz
Die Brücke blieb über 90 Jahre im Verlauf der ehemaligen Trasse bestehen und wurde als Wander- und Forstweg genutzt. Da die zulaufenden Dämme dicht bepflanzt waren und der Brückenkörper übererdet war, nahm kaum noch jemand Notiz von diesem historischen Bauwerk. 2009 beantragte der Stadtförster der Stadt Velbert den Abbruch der vorgeblich baufälligen Brücke und Ersatz durch einen einfachen Rohrdurchlass. Der Weg wurde gesperrt. Die Instandsetzung wurde mit 130.000 € beziffert. Das von Ruth Adomaitis und Georg Steih spontan gemachte Angebot der Instandsetzung durch Eigeninitiative der Siedlergemeinschaft Langenhorst lehnte der Stadtförster ab. Der Architekt Josef Johannes Niedworok dokumentierte das Bauwerk und beantragte die Aufnahme in die Denkmalliste. Der Landschaftsverband Rheinland stellte in einem Gutachten den Denkmalwert fest, woraufhin die Brücke am 3. Dezember 2010 in die Denkmalliste der Stadt Velbert eingetragen und von den Technischen Betrieben Velbert für 50.000 € saniert wurde.

## Touristische Bedeutung
Das Bauwerk liegt in einem viel genutzten Naherholungsgebiet zwischen der Stadt Velbert und der Stadt Essen und wird vom Neanderlandsteig genutzt.